# Terremoto dello Stretto di Messina del 1975
Il terremoto del 16 gennaio 1975 è stato il più forte evento sismico nello stretto di Messina dopo quello del 1908 a sua volta denominato il terremoto di Messina o terremoto calabro-siculo. La scossa avvenne alle ore 01:09 con epicentro nelle coste a ridosso tra Gallico e Reggio Calabria, con una magnitudo che raggiunse un valore tra il 4º ed il 5º grado della scala Richter come si apprende dai dati del Geological Survey e dell'Istituto nazionale di geofisica e vulcanologia. Il sisma si verificò ad una profondità di 21 km.
La prima scossa fu seguita da una replica quasi due ore più tardi, alle 03:00, con una intensità poco superiore al 4º grado della scala Richter e con ubicazione dell'epicentro più a nord a ridosso della costa tirrenica reggina (presso Scilla), ad una profondità di 23 km.

## Danni
I danni maggiori si riscontrarono sulla sponda calabrese e nella città di Reggio Calabria dove si verificarono danneggiamenti a chiese ed edifici in particolare tra quelli più vecchi. Vi furono cadute di calcinacci e cornicioni, lesioni anche diffuse in alcune strutture e fabbricati come agli ospedali Riuniti di Reggio ed al Gerontocomio nonché ad alcune costruzioni adibite ad alloggio pericolanti di entità tali da rendere necessaria la demolizione da parte dei vigili del fuoco.

## Vittime
Secondo uno studio macrosismico effettuato all'epoca le vittime sono state in tutto 6. Per almeno due di esse le cause del decesso sono state dovute a infarto.